# Мутный Материк
Му́тный Матери́к (коми Сем Ӧндрей) — село в Городском округе Усинск Республики Коми, Россия. Расположено на реке Печоре у устья реки Мутной.

## История
Основано в 1871 году переселенцем-оленеводом из деревни Варыш (ныне — в Ижемском районе) Андреем Семёновичем Артеевым. Его могила и сейчас сохраняется в селе. Сначала называлось в его честь Сем Ондрей. К 1903 году в селе проживало 124 человека. Основами местной экономики были скотоводство, продажа топлёного масла и мяса, огороды и пашня, рыболовство, охота, извоз, в меньшей степени отхожие промыслы. В 1915 году открылась начальная школа, в которой начали учиться восемь мальчиков. 

В 1917 году население составляло 286 человек. В 1918 в Припечорье была установлена Советская власть.

## Современность
Проблемами села являются безработица, закрытие учреждений, отток населения.
В 2019 году село стало победителем в конкурсе сервиса путешествий «Туту.ру» на самое весёлое название, на въезде установлена памятная табличка.

## Население
| 2010 |
| ---- |
| 977  |

По данным Всероссийской переписи населения 2002 года в селе Мутный Материк Мутноматерикского сельского совета города Усинска проживали 1157 человек, преобладающая национальность — 86 % — коми (с родным языком коми).

## Транспорт
В период навигации до Мутного Материка можно добраться по Печоре. Время в пути зависит от погоды и от того, по или против течения плывёт судно. Зимой действует зимник, вне навигации летает вертолёт из Усинска.